# Tanzmusik
Als Tanzmusik bezeichnet man Musik, zu der getanzt werden kann bzw. die für einen speziellen Tanz komponiert wurde. Was genau als Tanzmusik betrachtet wird, ist abhängig von sozialen, kulturellen und persönlichen Faktoren.
Die Frage, was als Tanzmusik bezeichnet werden kann, wird abhängig von zeitgeschichtlicher und nicht selten auch politischer Entwicklungen unterschiedlich beantwortet. Vielfach ähnelt moderne Tanzmusik den tranceartigen Rhythmen „primitiver“ Kulturen. Manchmal ist eine Vermischung und ethnische Beeinflussung zwischen ursprünglicher Volksmusik und aktueller Tanzmusik zu beobachten, wie z. B. Bhangra, oder afrikanischstämmige Musik. In diesem Zusammenhang spricht man auch von Weltmusik.
Im Gesellschaftstanz, der sich in Standardtänze und lateinamerikanische Tänze mit den dazugehörigen Musikrichtungen gliedert, und zu dem auch Rock ’n’ Roll, Boogie-Woogie und Discofox hinzugerechnet werden, wird dann von Tanzmusik gesprochen, wenn sie nur zu dem Zwecke produziert wurde, um darauf zu tanzen. Hier werden oft Original-Titel in Tempo, Takt und Rhythmus so verändert aufgenommen, dass es leichter fällt einen bestimmten Tanz herauszuhören. 
Die meisten modernen Musikrichtungen, auf die heute in Diskotheken getanzt wird – wie der Großteil der Rockmusik, Hip-Hop und elektronischen Tanzmusik (Techno, House etc.) – werden in der Regel nicht als Tanzmusik im engeren Sinne bezeichnet, obwohl sie die obige Definition erfüllen. Darüber hinaus gibt es seit dem frühen 20. Jahrhundert immer wieder Mode- und Partytänze, die sich als eine Modeerscheinung zeitweilig starker Popularität erfreuen und dann meist wieder in Vergessenheit geraten.
Aus Sicht des Tanzsports gibt es ergänzende Qualitätsmerkmale für Tanzmusik, gerade wenn diese live von einem Tanzorchester gespielt wird:
- Die Musik sollte sauber gespielt und der dem jeweiligen Tanz eigene Rhythmus sollte deutlich sein.
- Die Musik sollte eine feste Geschwindigkeitsvorgabe einhalten, die in BPM gemessen wird.
- Der Takt sollte auch für unerfahrene Tänzer gut hörbar sein. Es gilt hier einen Kompromiss zwischen Deutlichkeit und rhythmischer Freiheit zu finden, da erfahrene Tänzer eher Musik verlangen, in der sich der Takt nicht aufdrängt, um den Tanz freier und damit auch anspruchsvoller interpretieren zu können.